# Đồng Bách
Đồng Bách (chữ Hán giản thể: 桐柏县, Hán Việt: Đồng Bách huyện) là một huyện thuộc địa cấp thị Nam Dương, tỉnh Hà Nam, Cộng hòa Nhân dân Trung Hoa. Huyện Đồng Bách có diện tích 1941 km2, dân số 424.000 người. Huyện này là nơi đầu nguồn sông Hoài.
Huyện này được chia ra thành các đơn vị hành chính gồm 8 trấn, 8 hương. Các đơn vị hương trấn này lại được chia thành 214 thôn hành chính. 
- Trấn: Hoài Nguyên, Nguyệt Hà, Mao Tập, Thành Quan, Bình Thị, Cố Huyện, Ngô Thành, Đại Hà, Phu Giang.
- Hương: Hoàng Cương, Tân Tập, Thành Giao, Chu Trang, An Bằng, Trình Loan, Hồi Long.